# كارلوس كاريلو
كارلوس كاريلو (بالإسبانية: Carlos Carrillo)‏ هو لاعب كرة قدم سلفادوري في مركز الدفاع، ولد في 12 أكتوبر 1984 في سان سلفادور في السلفادور. شارك مع منتخب السلفادور لكرة القدم. أما مع النوادي، فقد لعب مع نادي سانتانيكوس أسوشيتد.